# 王大虎
王大虎（1962年1月—），男，汉族，河北武邑人，中华人民共和国政治人物。曾任沧州市人民政府市长，河北省煤田地质局党组书记、局长。2022年2月，因涉嫌严重违纪违法，接受河北省纪委监委纪律审查和监察调查。2022年8月被开除中共党籍，并被决定逮捕。